# Cantone di Saint-Germain-lès-Corbeil
Il Cantone di Saint-Germain-lès-Corbeil era una divisione amministrativa dell'arrondissement di Évry.
A seguito della riforma approvata con decreto del 24 febbraio 2014, che ha avuto attuazione dopo le elezioni dipartimentali del 2015, è stato soppresso.

## Composizione
Comprendeva i comuni di:
- Étiolles
- Morsang-sur-Seine
- Saint-Germain-lès-Corbeil
- Saint-Pierre-du-Perray
- Saintry-sur-Seine
- Soisy-sur-Seine
- Tigery